# Eremo di Monte Turcisi
L'eremo di Monte Turcisi sorse intorno al 1650 per volere della famiglia caltagironese Chiarandà, in quella che oggi è la città metropolitana di Catania.
I monaci che lo abitarono per primi provenivano dall'eremo di Judica, a sua volta derivato da quello di monte Scalpello, fondato intorno al 1540 da Filippo Dulcetto.
L'eremo ebbe una vita stentata fino all'inizio del XIX secolo, quando restò deserto.
Nell'attigua chiesa, si è continuato ad officiare in occasione delle festività fino alla metà del XX secolo quando venne anch'essa del tutto abbandonata. Di recente, all'interno, sono stati rinvenuti i resti di una fortezza greca (phrourion), che sorgeva nello stesso punto.